# Bernhard Solger (Architekt)
Bernhard Solger (* 1812 in Rentweinsdorf; † 11. Juli 1889 in Nürnberg) war ein deutscher Architekt und kommunaler Baubeamter der Stadt Nürnberg.

## Leben
Solger wurde 1812 im unterfränkischen Rentweinsdorf geboren. Er besuchte in Nürnberg das Gymnasium und die Polytechnische Schule. Dort wurde er von Carl Alexander Heideloff unterrichtet, über den er auf die Neugotik aufmerksam wurde. Im November 1831 begann er sein Architekturstudium an der Universität und Bauakademie in München. Einer seiner Lehrer war Friedrich von Gärtner.
Von 1834 bis 1837 war Solger als Bauführer bei der Restaurierung des Bamberger Doms beschäftigt. Ab 1838 war er städtischer Baurat in Nürnberg und hatte dieses Amt bis zu seiner Pensionierung im Jahr 1872 inne. Danach war er als Architekt in Nürnberg tätig. Nach der Vollendung des Justizgebäudes in der Nürnberger Augustinerstraße 1878 wurde er zum königlichen Oberbaurat ernannt. 1889 starb Solger in Nürnberg.

## Werk
Nach Solgers Plänen wurden eine Vielzahl von Wohnhäusern und öffentlichen Gebäuden in Nürnberg errichtet, so beispielsweise das Alte städtische Krankenhaus in der Sandstraße (Bauzeit 1835–1839), die städtische Handelsschule (1844–1845), die Königliche Bank (1847–1849), die Arkaden auf dem Johannisfriedhof (1860) sowie das Telegraphenamt, das 1872 anstelle des drei Jahre zuvor abgerissenen Kürschnerhauses am Hauptmarkt gebaut wurde.
Darüber hinaus tragen etliche Baumaßnahmen im Verkehrsbereich seine Handschrift, beispielsweise die Heubrücke (1841–1842), die Maxbrücke (1850–1851) sowie verschiedene Tordurchbrüche in der Nürnberger Stadtmauer, die aufgrund des zunehmenden Verkehrs geschaffen wurden, wie das Färbertor 1848 oder das Marientor 1859.
Solger war auch am Bau von Kanälen und Wasserwerken sowie an der Anlage der Marienvorstadt, einer planmäßigen Stadterweiterung im Südosten der Altstadt, beteiligt.
Nach Bernhard Solger ist die Solgerstraße in Nürnberg benannt.

## Veröffentlichungen (Auswahl)
- Aus dem Sanitätswesen der Reichsstadt Nürnberg im 16. Jahrhundert. In: Deutsche Vierteljahresschrift für öffentliche Gesundheitspflege. Band 2, Braunschweig 1870.